# Indicatif régional 727

Carte de l'État de la Floride avec les territoires de ses fuseaux horaires et de ses indicatifs régionaux.

L'indicatif régional 727 est l'un des multiples l'indicatifs téléphoniques régionaux de l'État de la Floride aux États-Unis. Il couvre un territoire situé sur la côte ouest de l'État.
La carte ci-contre indique le territoire couvert par l'indicatif 727.
L'indicatif régional 727 fait partie du Plan de numérotation nord-américain.